# Моторна яхта
Моторната яхта е малък плавателен съд, който се задвижва от двигател. Двигателят ѝ е сравнително мощен, за да осигури достатъчна скорост на движение (поне 10 възела). Като всяка яхта, тя трябва да бъде изящна и удобна за управление.
Възможни са също:
Моторно-ветроходна яхта – която е устроена като моторна, но има и платна за движение само при благоприятен вятър.
Ветроходно-моторна яхта – ветроходна, снабдена с маломощен двигател, който се използва рядко, напр. само за маневриране в пристанището.
Моторна лодка, моторница и моторен катер са сродни плавателни съдове, които обаче нямат качествата на яхти и не предлагат удобства на пътниците.

## Предназначение и класификация
Основното предназначение на моторната яхта е да служи за почивка и развлечение. Допълнително тя може да се използва за спорт, риболов, за жилище на вода и др. според предпочитанията на собственика.
Спортни състезания с моторни яхти официално не се провеждат. За скоростни състезания се използват специални моторни лодки или катери.
Според замисления район на плаване моторната яхта може да бъде морска или речна. Морските яхти отговарят на по-високи изисквания за здравина и снабдяване, а освен това обикновено луксозните яхти са морски.
Според размерите си яхтите се делят на малки и големи, като основен размер при оценката е дължината. Класификацията не е строго установена, но категорично за малки се смятат яхти с дължина до 10 m, а за големи – по-дълги от 20 m.
За да се различават понятията лодка, яхта и кораб, трябва да се отчитат размерите и предоставяните удобства. Лодката е най-малкият плавателен съд; дори и да служи за развлечение, лодката не е яхта, най-вече защото няма закрито помещение и удобно място за спане поне на двама души. Яхтата е по-голяма и по-удобна от лодката. С нарастването на размера на яхтата се увеличава броят на спалните места, т.е. на пътниците при по-продължително плаване; примерно над 12 пътници (екипажът от професионални моряци не влиза в това число) плавателният съд става пътнически кораб.

За да се осигури безопасното плаване на яхтите, те трябва да отговарят на определени технически изисквания, както и да бъдат управлявани от квалифициран екипаж (или водач). Правилата и контролът в това отношение са подобни на тези, които се прилагат към търговските кораби.

## Малки моторни яхти
Малките моторни яхти се използват за краткотрайни плавания – обикновено до няколко часа, изпълнявани в ограничен район. Основната цел на плаването е да се получи удоволствие от близкия контакт с природната среда или от бързото движение. Плаванията обичайно се изпълняват денем и при добри условия – достатъчна видимост, слаб вятър и слабо вълнение. Съвременните яхти от този тип се изработват от стъклопласт, външните метални части са от алуминий или неръждаема стомана. Двигателите могат да бъдат в корпуса или извън него (задбордни).
На яхтата могат да пътуват няколко души, като един от тях, именуван като капитан или шкипер, трябва да има правоспособност за управление.
В средната част на яхтата има рубка – надстройка с остъклена предна част. В нея се намират щурвалът за управление на руля, органите за управление на двигателя, компасът и другите навигационни средства. Всички устройства се включват и регулират от това място с опростени процедури. Шкиперът задължително се намира в рубката по време на движение и ги управлява.

Пътниците се разполагат на пейки или кресла, поставени в рубката, зад или върху нея на откритата палуба, по-рядко – в закрита кабина, разположена по-ниско от рубката. Местата за спане са малко, най-често 2-4. Всички битови помещения, уреди и запаси от храна са минимални. 
Конструкторите се стремят да направят всяка яхта красива и оригинална. Разнообразието на форми и допълнителни детайли е огромно. Забелязват се две тенденции в конструкциите:
-	яхта за спокойно плаване, която развива скорост до 15 възела (28 km/h). Предпочитана е по речните и езерни маршрути. Има скромни, но приемливи битови условия и може да осигури престой на пътниците до няколко денонощия.
-	бързоходна яхта, често от глисиращ тип, достигаща скорост 30 възела (55 km/h). Притежава един или два мощни бързооборотни двигателя. Бързото движение, съчетано с ефектни виражи, я правят източник на емоции.
-	яхта за спортен риболов. Има открита палуба в задната си част, както и приспособления за закрепване на въдици и мрежи.
Малките моторни яхти са най-разпространени. Изработват се по типов проект. Цената на една нова яхта може да бъде от 30 000 до 500 000 евро в зависимост от размера и качеството на обзавеждането.

## Големи моторни яхти
Големите моторни яхти са с дължина над 20 m и имат всички технически качества и устройства, каквито има на пътнически кораби. Корпусът им най-често се изработва от стомана. Могат да превозват 10 и повече пътници. Обслужват се от постоянен екипаж от професионални моряци, притежаващи съответните правоспособности.
Тези яхти са предназначени за по-продължително плаване, един от вариантите е круиз по избрани морски курорти. За тази цел яхтите имат необходимата здравина, удобства за пътниците, запаси от храна и гориво, както и напълно развито навигационно обзавеждане. Скоростта на продължителното плаване е обикновено около 20 възела.

Някои яхти имат формите на традиционен пътнически кораб с малки размери или дори са всъщност преустроени от такива. Външността и устройството на тези яхти демонстрират любов към корабоплаването и уважение към морските традиции. Богатството на собственика в случая е на заден план. 

В последните години на ХХ век се забелязва отделянето като вид на луксозните яхти, които предлагат всички възможни удобства и са украсени с предмети на разкоша и изкуството. Такива яхти се изработват по указанията на собственика, а ако са по типов проект, той се доработва, за да бъде придадена оригиналност на външния вид.
Покупката и поддържането на една яхта е скъпо удоволствие. Цената на една нова луксозна яхта е милиони до стотици милиони евро, текущите разходи са значителни (снабдяване, ремонти, заплати на екипажа, пристанищни и други такси). Собствениците на луксозни яхти, често милиардери, демонстрират богатството си с разкоша на своите яхти. Журналистите и корабостроителите говорят за супер яхти и мега яхти, но това са по-скоро епитети.

## Яхти и престиж
Яхтата играе важна роля в оформянето на престижа на своя собственик. Показателно е, че до XVII век яхти е имало само в Холандия и те са били малки бързоходни ветроходни кораби. Едва когато английският монарх Чарлз II избира да се прибере от Холандия в родината си на борда на една яхта, богаташите в Англия – и след това по света – научават що е яхта и започват да си купуват и поръчват яхти. Скоро става неписано правило монархът да има официална яхта и да поканва на плаване високите си гости. През XIX век постепенно престижните яхти стават моторни. Дори Фердинанд поискал най-престижния кораб на България – учебният крайцер „Надежда“ да бъде така устроен, че да играе и ролята на царска яхта. През 1916 г. руският император Николай II и немският каймер Вилхелм II подписват договор на борда на руската императорска яхта. През 60-те години на XX век милиардерът Аристотел Онасис поразява светските кръгове с разкоша на своята яхта и с отбраното общество, което е избрал да се радва на живота на борда ѝ. Неговият пример е последван от редица богаташи, които се съревновават в разкоша и красотата на своите големи яхти. Дори в кризисни години, като 2009 – 2012 г., броят на поръчаните нови яхти не намалява, а цената на най-скъпите екземпляри расте. През 2011 г. във вестниците се появи съобщение за поръчана луксозна яхта с дължина 160 m на цена 400 млн. евро.